# Mantra
Mantra (do sânscrito Man, mente e Tra, controle ou proteção, significando "instrumento para conduzir a mente") é uma sílaba ou poema, normalmente em sânscrito. Os mantras se originaram do hinduísmo, porém são utilizados também no budismo e jainismo, bem como notoriamente por práticas espirituais que não têm vínculo com religiões estabelecidas. No tantrismo, são usados para materializar as divindades.
O mantra é uma fórmula mística e ritual recitada ou cantada repetidamente pelos fiéis de certas correntes budistas e hinduístas. O termo é uma palavra em sânscrito que significa 'controle da mente'. O mantra é repetido de forma a auxiliar a concentração durante a meditação. Alguns mantras famosos são 'Namo Amito' (glória a Buda) e 'Om Sri Shanaishwaraya Swaha' ('Om' e 'saudações a Saturno, o planeta dos ensinamentos').
Os mantras Tibetanos são entoados como orações repetidas. O budismo mahayana do Tibete usa mantras em tibetano, o zen-budismo do Japão os usa em japonês. John Blofeld encontrou, em Hong Kong, no começo do século XX, mantras cuja língua ninguém sabia identificar, e que pareciam uma alteração de um original sânscrito.
Para algumas escolas, especificamente as de fundamentação técnica, mantra pode ser qualquer som, sílaba, palavra, frase ou texto, que detenha um poder específico. Porém, é fundamental que pertença a uma língua morta, na qual os significados e as pronúncias não sofram a erosão dos regionalismos por causa da evolução da língua. Existem mantras para facilitar a concentração e meditação, mantras para energizar, para adormecer ou despertar, para desenvolver chacras ou vibrar canais energéticos a fim de desobstruí-los.

## Mecanismo de funcionamento
Ao longo dos anos, os ocidentais que chegaram ao oriente tentaram explicar porque os mantras produzem os efeitos esperados. Blofeld, que estudou por dentro as culturas indiana e chinesa, notou que não é necessário saber o significado das palavras ditas.
Alguns psicólogos ocidentais defendem que o mantra possui uma energia sonora que movimenta outras energias que envolvem quem o entoa. Blofeld observou que não importa a correção da pronúncia: encontrou o mesmo mantra entoado de forma muito diferente em países diversos, e sempre produzindo os efeitos esperados.
Outra explicação seria a mesma usada para explicar o efeito dos mudras: um gesto repetido por tantas pessoas durante tantos séculos teria criado um tipo de "caminho energético" - que podemos chamar de marca no akasha, ou no inconsciente coletivo - que é rapidamente seguido pela psique da pessoa que o executa.
Muito comum é o apoio do japamala, uma espécie de rosário utilizado para contar a repetição obrigatória de 108 vezes da entoação de um mantra.

## Alguns mantras comuns
- Asa To Ma  (Védico)
- Gayatri mantra (védico)
- Om namah Shivaya (shivaísta)
- Om namah shiva lingan (shivaísta)
- Shiva Shiva maha dêva (shivaísta)
- Om shiva Om Shakti Namah Shiva Namah Shakti (shivaista)
- Om namah kundaliní (sânscrito)
- Om mani padme hum (sânscrito)
- Om namo bhagavate vasudevaya (do sânscrito)
- Om tare tütare ture soha (tibetano)
- Om tare tam soha (tibetano)
- Nam myoho rengue kyo (Saddharma-pundarika Sutra, em sânscrito)
- Maha-mantra (sânscrito)
- Namerarenguékioh kioh namere klatisfas
- Om bazara tamaku hakani yasha han

## O Maha Mantra
A vibração transcendental estabelecida pelo canto do Maha Mantra Hare Krishna permite a purificação gradual dos corpos materiais, do mais denso ao mais sutil, e restabelece a consciência no seu estado original de sat cit ananda - eternidade, conhecimento e bem-aventurança.
O Kalishantarana Upanishads recomenda, de forma acertada, que cantemos:
Naradah punan prapaccha tannama kimiti sa hovaca hiranyagarbah:
hare krsna hare krsna krsna krsna hare hare hare rama hare rama rama rama hare hare
isti sodashkam namnam kalikalmasanasanam annatah parataropayah sarvavedesu drisyate sodasakalavritasya jivasyavaranaviasanam tatah prakasate param-brahma meghapaye raviasmimandaliveti (2)
Como vemos, primeiramente vem Hare Krishna Hare Krishna Krishna Krishna Hare Hare e, depois, hare rama hare rama rama rama hare hare.

## No Yoga e outros Darshanas
No Sanatana Dharma e nos seus principais Darshanas (no Yoga, chama-se Japa-Yoga ou Mantra-Yoga), o Mantra exerce importância singular por dois grandes motivosː primeiramente, por tratar-se de Angas, partes ou sequências dos hinos dos livros sagrados (Vedas ou derivações autorizadas dos Mesmos, como os Upanixades), e também por se tratar de instruções na forma de palavras ditadas diretamente pelos Ríshis ou sábios, ou devido aos Lilas do Senhor (ditados diretamente por Ele ou por seus emissários). Em segundo lugar, por tratar-se da personificação do Nome ou Nama do Senhor Supremo ou Brahman em Si mesmo, na forma escrita e articulada sonoramente. Os Mantras devem tão somente ser emitidos sob a restrita autorização do Guru ou Mestre Espiritual, de acordo com a forma que Este orientar. No mais das vezes, os Mantras são articulados na forma de Japa, ou repetição curta, com o uso de um Mala com 108 contas. Este processo pode ser em três níveis, a saber: sussurrado, cantado ou mentalmente. Quanto mais desenvolvida a concentração do Sadhaka (praticante), maior será a sua capacidade de mantralização na forma mental, ou Manasika-Mantra. Há um processo chamado Ajapa-japa, que é a repetição de determinados Mantras conforme a respiração, ou Pranayama.
O praticante deverá ser ou ter reverência ou vênia espiritual para com o seu Guru, a Sampradaya ou família espiritual à qual Ele pertence, e jamais pensar que Nama (nome) e Rupa (forma) são distintos do Senhor em Si mesmo. Por conseguinte, um pretendente não deverá cantar Mantras sem a devida autorização do seu Mestre Espiritual, porque é mais danosa uma prática sem orientação do que nenhuma prática. Assim diz a tradição de Sadhu-Guru e Sastra (conforme a sabedoria dos mestres nas Escrituras).
Hari Om Tat Sat

## Influência no mundo da música
Muitas músicas dos Beatles possuem referências a mantras. Por exemplo, "Across the Universe" (1969) possui o mantra "jai guru deva om" em sua letra. Além disso, a letra repete quatro vezes o verso "nada vai mudar o meu mundo", como se fosse um mantra. A música "My Sweet Lord" (1970), da carreira solo do beatle George Harrison, cita vários mantras indianos em sua letra, além de repetir várias vezes o verso título, imitando um mantra.
Os músicos Mahavishnu John Maclaughlin e Carlos Santana inspiraram-se nas melodias mântricas de Sri Chinmoy para álbuns como Love Devotion Surrender (1973).
A cantora Madonna, estudante de cabala e totalmente inspirada nessa cultura, não dispensou o uso dessas influências no disco Ray Of Light, de 1998. Decidiu até incluir uma música totalmente cantada em sânscrito chamada Shanti/Ashtangi. O que poderia causar estranhamento por se tratar do ponto mais exótico do álbum, acabou agradando a muito fãs e críticos. A música traz alguns fragmentos do poema Yoga Taravali, que Madonna vinha estudando em suas aulas de Yoga.

Maha Mantra Hare Krishna